# Hans Rudolf Velten
Hans Rudolf Velten  (* 1961) ist ein deutscher Mediävist und Literaturwissenschaftler.

## Leben
Von 1981 bis 1988 studierte er Germanistik, Geschichte, Politikwissenschaften, Anglistik und Romanistik an den Universitäten Frankfurt am Main, Charleston und Neapel (Studienabschlüsse: Magister Artium und Master of Arts). Von 1990 bis 1995 war er DAAD-Austauschlektor an der Università degli Studi di Pisa. Nach der Promotion 1994 an der Frankfurter Goethe-Universität mit einer Dissertation zur Autobiografie des 16. Jahrhunderts bei Helmut Brackert war er von 1996 bis 1998 Postdoktorand am DFG-Graduiertenkolleg „Bildung in der Frühen Neuzeit“ an der Universität Osnabrück und im Anschluss bis 1999 Stipendiat der Gerda Henkel-Stiftung. Von 1999 bis 2001 arbeitete er als wissenschaftlicher Mitarbeiter im DFG-Sonderforschungsbereich „Kulturen des Performativen“ in Berlin sowie als Projektmitarbeiter an der Universität Potsdam. Von 2002 bis 2010 war er wissenschaftlicher Mitarbeiter im DFG-Sonderforschungsbereich „Kulturen des Performativen“ an der Humboldt-Universität zu Berlin. Nach der Habilitation 2009 mit einer Arbeit zur Körper- und Handlungskomik in Literatur und Theater der Vormoderne, 1200–1600 (Venia Legendi: Deutsche Literatur des Mittelalters und der Frühen Neuzeit) vertrat er von 2010 bis 2014 Lehrstühle und Professuren an den Universitäten Erlangen-Nürnberg, Saarbrücken, Köln, Göttingen und Siegen. Seit Juni 2014 ist er Professor für Deutsche Literatur und Sprache des Mittelalters an der Universität Siegen; seit Januar 2021 leitet er das Teilprojekt „Populäres Mittelalter“ im Sonderforschungsbereich 1472 „Transformationen des Populären“.
Seine Forschungsgebiete sind Komik und Lachen in Literatur und Kultur des Mittelalters und der Frühen Neuzeit, populäre Text- und Aufführungsgattungen in Mittelalter und Gegenwart (v. a. Fantasy), Theatergeschichte des Mittelalters und der Frühen Neuzeit (insbes. Hans Sachs), Frühgeschichte der Autobiografie, text- und kulturwissenschaftliche Theorien und Methoden und vormoderne Männlichkeitsforschung.

## Schriften (Auswahl)
- Das selbst geschriebene Leben. Eine Studie zur deutschen Autobiographie im 16. Jahrhundert. Heidelberg 1995, ISBN 3-8253-0286-5.
- Scurrilitas. Das Lachen, die Komik und der Körper in Literatur und Kultur des Spätmittelalters und der Frühen Neuzeit. Tübingen 2017, ISBN 3-7720-8543-1.
- als Herausgeber mit Claudia Benthien: Germanistik als Kulturwissenschaft. Reinbek 2002, ISBN 3-499-55643-X.
- als Herausgeber mit Werner Röcke: Lachgemeinschaften. Kulturelle Inszenierungen und soziale Wirkungen von Gelächter im Mittelalter und in der Frühen Neuzeit. Berlin 2005, ISBN 3-11-018236-X.
- als Herausgeber mit Nathanael Busch: Die Literatur des Mittelalters im Fantasy-Roman. Heidelberg 2017, ISBN 3-8253-6803-3.
- als Herausgeber mit Maren Lickhardt und Gregor Schuhen: Transgression and Subversion. Gender in the Picaresque Novel. Bielefeld 2018, ISBN 3-8376-4400-6.